# Bambusiphila
Bambusiphila é um gênero de traça pertencente à família Arctiidae.